# Shawna Waldron
Shawna Waldron (* 25. Januar 1982 in Glendale, Kalifornien) ist eine US-amerikanische Filmschauspielerin.

## Leben
Mit zehn Jahren erkannte sie ihre Vorliebe für die Schauspielerei und konzentrierte sich ab dieser Zeit ganz auf diese berufliche Laufbahn. Sie spielte in einigen Werbespots, ehe ihr in dem Film Kleine Giganten (englisch Little Giants) 1994 der Durchbruch gelang. Sie spielt dort „Becky O’Shea“, das einzige Mädchen in einer Football-Mannschaft von Außenseitern, die die hoch favorisierte Supertruppe ihres Onkels in einem dramatischen Match schlägt. Nach Little Giants spielte sie Michael Douglas’ Tochter in The American President. Für diesen Film lernte sie Posaune spielen.
Für ihre Rolle der „Bonnie Styles“, die sie in 21 Folgen der Serie Ladies Man verkörperte, war sie 2000 für einen Young Artist Awards in der Kategorie „Beste Nebendarstellerin in einer Comedy-Serie“ nominiert.

## Filmografie (Auswahl)
- 1994: Kleine Giganten (Little Giants)
- 1995: Hallo, Mr. President (The American President)
- 1996: Moloney (Fernsehserie, 1 Folge)
- 1998: Herr Schulleiterin (Mr. Headmistress)
- 1998: Verborgene Gefühle (A Change of Heart)
- 1999: Family Rules (Fernsehserie, 6 Folgen)
- 1999–2000: Ladies Man (Fernsehserie, 21 Folgen)
- 2001: Endgültig (Aftermath)
- 2001: The Yellow Sign
- 2006: To Kill a Mockumentary
- 2008: Poison Ivy: The Secret Society
- 2013: Lizzie
- 2014: Stitch
- 2014: NightLights
- 2016: Dead Man Rising
- 2019: Teacher